# Kubula a Kuba Kubikula
Kubula a Kuba Kubikula je československý animovaný televizní seriál z roku 1986 vysílaný v rámci Večerníčku. Autorem knižní předlohy byl spisovatel Vladislav Vančura. Do scénáře vyprávění rozpracovala Marie Kšajtová. Seriál výtvarně zpracoval Zdeněk Smetana, který se zároveň ujal režie. Kameru vedl Miloslav Špála. Hudbu k seriálu složil Jaroslav Celba. Pohádky namluvil Petr Haničinec. Bylo natočeno 7 dílů, epizody byly dlouhé mezi 8 až 9 minutami.
Seriál byl také sestříhán do třicetiminutového filmu stejného jména.

## Synopse
Kdysi dávno za náramné zimy, kdy i učitelé se báli klekánice a strašidel, chodil světem medvědář jménem Kuba Kubikula se svým medvědem Kubulou. Jelikož to byl neposeda a mlsoun a Kuba měl s ním plno starostí, tak ho strašil a vyhrožoval mu medvědím strašidlem Barbuchou. A tak vyprávění může začít ...

## Seznam dílů
1. Za časů ušatých čepic
2. S Barbuchou po světě
3. Ve Vařečkách a Hrncích
4. Kubula, Kuba Kubikula a Barbucha ve vězení
5. Barbucha jde strašit Randu
6. Jak bláhové je nepřestat v pravý čas
7. Jak všichni zůstali spolu

## Seznam postav
1. Medvídek Kubula
2. Medvědář Kuba Kubikula
3. Strašidlo Barbucha
4. Čaroděj Burda Bunděra